# Lorenzo Porzio
Lorenzo Porzio, född den 24 augusti 1981 i Rom i Italien, är en italiensk roddare.
Han tog OS-brons i fyra utan styrman i samband med de olympiska roddtävlingarna 2004 i Aten.